# ミハイル・ヴォローニン

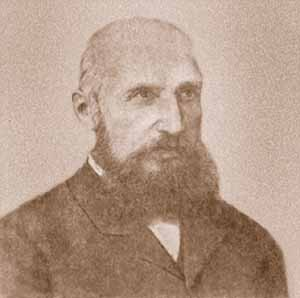
ミハイル・ヴォローニン

ミハイル・ステパノヴィチ・ヴォローニン（ロシア語: Михаил Степанович Воронин、ラテン文字表記の例：Mikhail Stepanovich VoroninまたはWoronin、1838年6月21日 - 1903年2月20日）はロシアの植物学者である。菌類や藻類、植物病理学の分野で働いた。

## 略歴
サンクトペテルブルクの裕福な商人の家に生まれた。家庭教師に学び、家庭教師の一人には詩人として有名になるニコライ・チェルヌイシェフスキーがいた。語学に才能を示し、フランス語、ドイツ語、英語を習得した。サンクトペテルブルク大学で自然科学を学び、植物学をレフ・ツェンコフスキーに学んだ。ツェンコフスキーの推薦でフライブルク大学に留学し、植物病理学、菌類学のアントン・ド・バリーのもとで研究し、1860年に最初の論文を発表した。
1860年に地中海沿岸のにアンティーブのギュスターヴ・チュレの研究所に移り、藻類の研究を行い1861年にサンクトペテルブルク大学の教授資格を得た。家族の援助で個人研究室で研究した後、1963年にフライブルクのド・バリーのもとで菌類学、植物病理学の研究を行った。サンクトペテルブルクに戻った後も植物病理学の分野の研究も続けた。1866年に再び、フライブルク大学で、ド・バリーと研究を行い、菌類学の基礎的な著作『菌類の形態学、生理学の研究』（"Beitrag zur Kenntnis der Vaucherien"）を1866年から1882年の間執筆し、菌類の分類学研究に貢献した。
植物病理学の分野でも顕微鏡をつかった研究で、ヤマツツジ・モチビョウキン（Exobasidium vaccinii）や ネコブカビ（Plasmodiophora brassicae）などの植物の病原となる生物を記載した。
1869年から1870年の間はサンクトペテルブルク大学で菌類学を教え、1873年から1875年の間は新設された女性のための医療コース（Zenskie medicinskie kursy）で細胞学と菌類学を教えた。1898年からロシア科学アカデミーの植物学、解剖学、植物病理学の部門の長を務めた。

## 著作
- Über die bei der Schwarzerle (Alnus glutinosa) und bei der gewöhnlichen Gartenlupine (Lupinus mutabilis) auftretenden Wurzelanschwellungen. In: Mémoires de l'Academie Impériale des Sciences de St. Pétersbourg. VII Series, vol. X., 1866
- Beitrag zur Kenntnis der Vaucherien. In: Botanische Zeitung 27. Jg. 1869, Nr. 9 vom 26. Februar 1869, Sp. 137-144 und Nr. 10 vom 5. März 1869, Sp. 153-160
- Sclerotinia heteroica. In: Zeitschrift für Pflanzenkrankheiten. 6: 129-140, 199-207, 1896 (mit S. Nawaschin)
- Über die Sclerotienkrankheit der Vaccinieen-beeren. Entwickelungsgeschichte der diese Krankheit verursachenden Sclerotinien. In: Memoires de L´Académie Impériale des Sciences de St.-Pétersbourg, VII série, 36 (6): 1-49, 1888
- Die Sclerotienkrankheit der gemeinen Traubenkirsche und der Eberesche. (Sclerotinia padi und Sclerotinia aucupariae). In: Memoires de L´Académie Impériale des Sciences de St.-Pétersbourg. VIII série, 2 (1): 1-27, 1895
- Über Sclerotinia cinerea und Sclerotinia fructigena. In: Memoires de L´Académie Impériale des Sciences de St.-Pétersbourg.  VIII série, 10 (5): 1-38, 1900